# قاموس الاصطلاح
مُعْجَم الاصطلاح أو قاموس الاصطلاح (بالإنجليزية: Idiom dictionary)‏ هو معجم يجمع ويشرح ألفاظ الكنايات وهي الكلمات أو الجمل التي لها معنى رمزي أو دلالات خارج نطاقها الضمني. مثال «احتفظ بنَفَسِك لتبريد حسائك» "keep your breath to cool your porridge" وهي عباره توبيخ تقال لرد على نصيحه أحدهم وقت الإفطار والمراد فيها أن تترك غيرك ولا تتدخل في شؤونهم.

## الاصطلاحات
الاصطلاحات (أو المثل) هو عباره معناها قد لا يكون مشتق من كلماتها على حده. الكلمة مشتقة من الكلمة اليونانية (idioma) وهي الأسلوب المميز لشخص ما. المثال التقليدي "kick the bucket" «يفارق الحياه» يفهم على أنه الموت والحد الذي يجعل العبارة اصطلاحية هي مسألة تقديريه مثلما يعتبر المتحدثون الاصليون اللغة الانجليزيه عباره"pop the question"(التقدم للزواج) أقل اصطلاحية من "kick the bucket".‏

## قاموس
يعد قاموس الكنايات كتابًا تقليديًا أو يتم التعبير عنه بطريقه أخرى مثل قاعدة بيانات برنامج للترجمة الآلية، ويتضمن ذلك مثل قاموس Brewer's of Phrase and Fable الذي يفسر التلميحات والأمثال الشعبية، وFowler's Modern English Usage الذي انشئ كقاموس اصطلاحي بعد الانتهاء من قاموس أوكسفورد للغة الإنجليزية، والذي تضمن بحد ذاته العديد من الكنايات.
تتوافر بعض القواميس متعددة اللغات للاصطلاحات على الإنترنت، واحد منهُم هو Babelite وهو متاح دون قيود.
يعد القراء والمسوقين الرئيسيين لقواميس الاصطلاحات هم الأفراد الصم والمتعلمين للغة الإنجليزية كلغة أجنبية. وقد كان أول قاموس للاصطلاحات في اللغة الإنجليزية الأمريكية هو قاموس الكنايات للصم؛ وقد نشر في عام 1966 من قبل المدرسة الأمريكية للصم. وقد نُشرت طبعات تحت عنوان أكثر شيوعًا لقاموس المصطلحات الأمريكية.

## التركيب
تعمد التعبيرات الاصطلاحية بشدة على طريقة عرضهم وعلى رؤوس الكلام «الأصابع الخضراء» (green fingers) أو «الإبهام الإخضر» (green thumb)، وكذلك القواعد اللغوية «قلب الطاولة» (turn the table) أو «انقلبت الطاولات» (the tables are turned)، وأحيانًا يتم إعاده صياغة العبارة بشكلٍ كامل من أجل اتباع نمطٍ مُعين. «البعض من الجالونات خجولة من الخزان الكامل» (a few gallons shy of a full tank) أو «شطيرة واحدة مُختَصِرة للنزهة» (one sandwich short of a picnic). بسبب هذه الأنواع يتم تنسيق المصطلحات بأشكالٍ مُتعددة مثل أن يتم ترتيبها بشكلٍ أبجدي مبسط كمعجم أكسفورد للمصطلحات الدارجة في اللغة الإنجليزية كما ويتم ترتيبها. على حسب الكلمات الدالة المشتركة مثل قاموس لونقمان لمصطلحات اللغة الإنجليزية أو أن يتم فرزها بمجموعاتٍ حسب مجالها على سبيل المثال: جميع المصطلحات التي تخص الإبحار مثل «أرِه الحبال» (show him the ropes) و«ثلاث حبال للرياح» (three sheets to the wind).

## قواميس ثنائية اللغة
تعاني القواميس ثنائية اللغة من مشاكل إضافية عند التعامل مع العبارات الاصطلاحية، إذ ينبغي عليها شرح العبارات الاصطلاحية وكذلك ترجمتها أيضًا. عند إجراء الترجمة ستقدم القواميس عادةً ترجمة حرفية وترجمة حرة للعبارة الاصطلاحية. على سبيل المثال، عبارة «يعد على أصابع اليد» التي تعني عدد قليل، ويمكن ترجمتها باللغة الصينية كالاتي: qu zhe ke shu أو بعبارةٍ أدق معنى liao liao wu ji (التي تعني حفنة فحسب).